# Delmiro Gouveia (kommun)
Delmiro Gouveia är en kommun i Brasilien.   Den ligger i delstaten Alagoas, i den östra delen av landet, 1 300 km nordost om huvudstaden Brasília. Antalet invånare är 48 090.
Följande samhällen finns i Delmiro Gouveia:
- Delmiro Gouveia

Omgivningarna runt Delmiro Gouveia är huvudsakligen savann. Runt Delmiro Gouveia är det ganska tätbefolkat, med 72 invånare per kvadratkilometer.